# Hương rượu vang

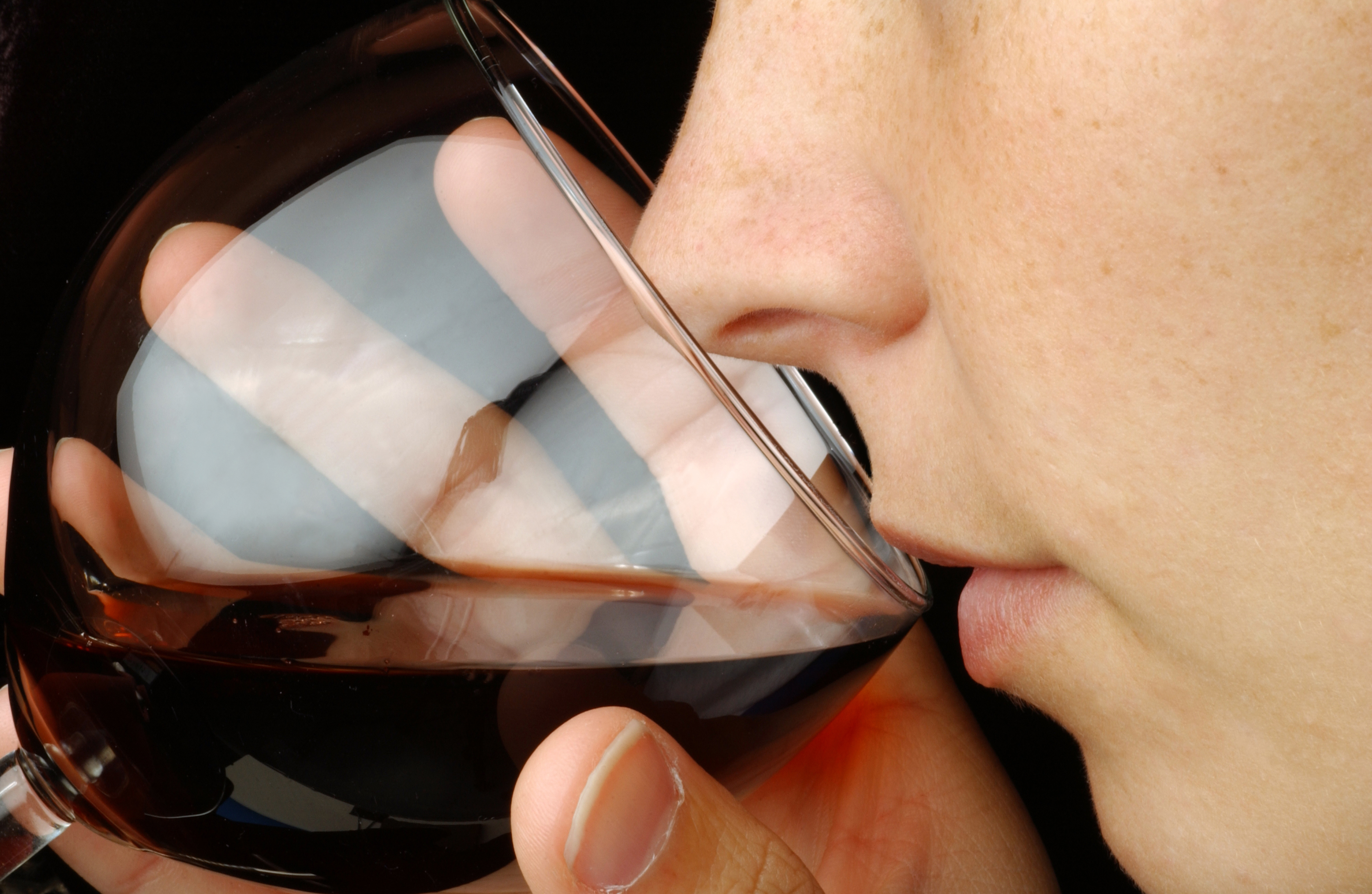
Ngửi là một phần quan trọng trong quá trình nếm rượu. Người ta cho rằng phần lớn cảm nhận mùi vị là do các thụ thể khứu giác ở phía sau khoang mũi.

Hương rượu vang gồm nhiều loại mùi hương của rượu vang. Lưỡi người được giới hạn trong các vị chính được cảm nhận bằng thụ thể vị giác trên lưỡi - Vị chua, cay đắng, mặn, ngọt và ít vị. Một loạt các hương vị trái cây, đất, da thuộc, hương hoa, thảo mộc, khoáng chất và hương gỗ có trong rượu vang bắt nguồn từ thụ cảm hương do khứu giác cảm nhận. Trong quá trình nếm rượu, đôi khi người ta ngửi rượu trước khi uống để xác định một số thành phần có thể có trong rượu. Các thuật ngữ khác nhau sử dụng để mô tả những gì đang được ngửi. Thuật ngữ cơ bản nhất là hương thơm thường dùng để chỉ mùi "dễ chịu" thay vì mùi ám chỉ mùi khó chịu hoặc có thể rượu lỗi. Thuật ngữ hương thơm có thể phân biệt rõ hơn với mùi vị thường dùng để chỉ các mùi phát sinh từ phản ứng hóa học trong quá trình lên men và lão hóa của rượu.